# حامل النعش

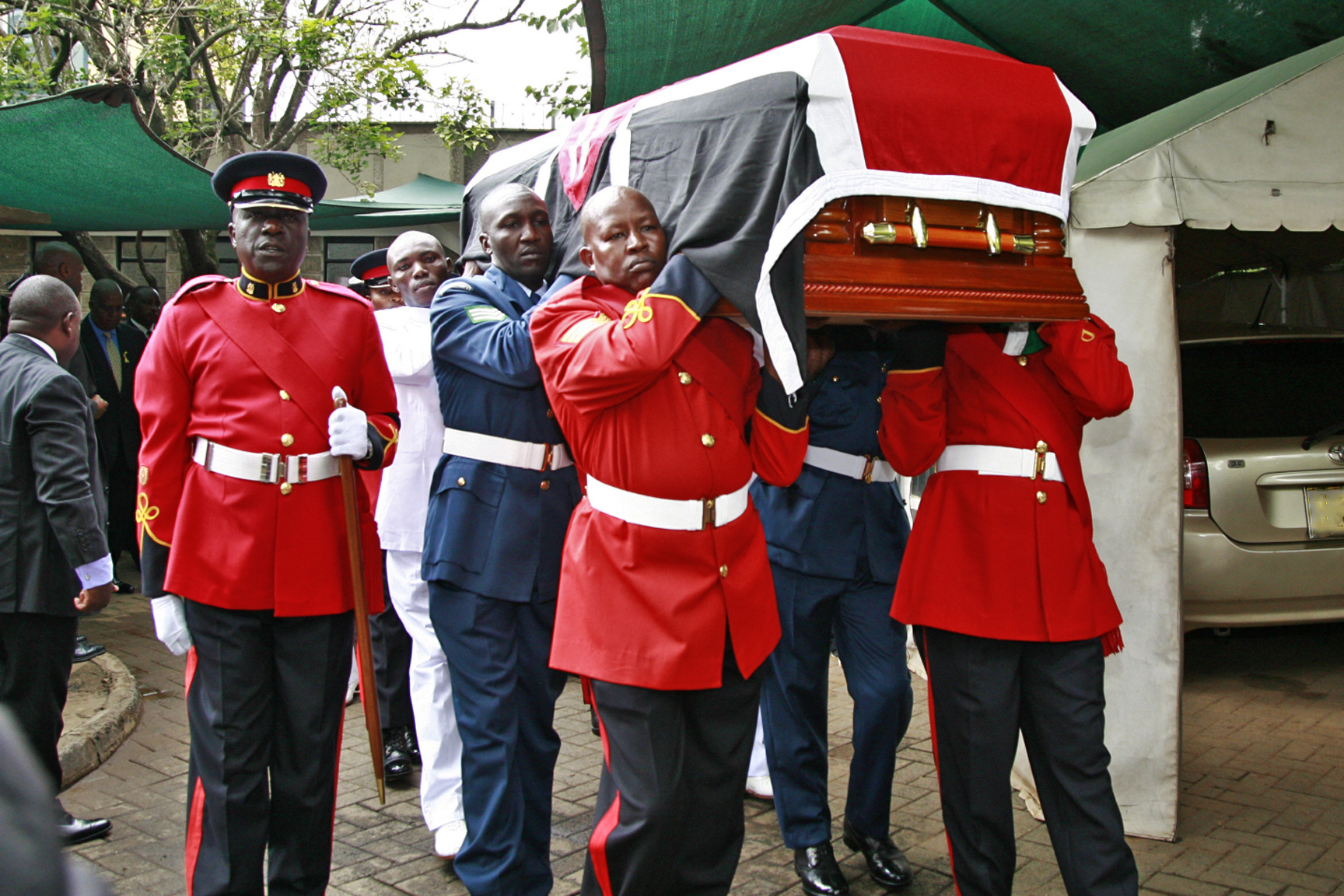
حَمَلة النعش أثناء دفن شخصيةٍ معروفة في كينيا

حامِل النَّعش أو مُرافِق النعش هو شخصٌ مع مجموعةٍ أُخرى من الأشخاص يُساعدون في حمل النعش في الجنازة. قد يرتدي حَمَلة النعش قفازاتٍ بيضاء لمنع حدوث تلفٍ في النعش وإظهار الاحترام للشخص المتوفى.
عادةً ما يكون حَمَلة النعش من أفراد الأسرة الذكور أو الأصدقاء المُقربين أو زملاء المتوفى في الثقافات الغربية، وكان قد حدث استثناءٌ مشهور في جنازة لي هارفي أوزوالد حيث طلب الصحفيون حمل النعش كون عددهم فاق عدد المُعزين. في بعض الثقافات الآسيوية لا يجب أن يكون حَمَلة النعش من أعضاء الأسرة وقد يكونوا غُرباء.
يُحمل النعش في الولايات المتحدة وكندا عادةً من مقابضه وعلى مستوى ارتفاع الخصر تقريبًا، أما في المملكة المتحدة وأستراليا وأيرلندا ومعظم البلدان في آسيا، غالبًا ما يُحمل النعش على الكتفين.